# آراتا ایزومی
آراتا ایزومی (انگلیسی: Arata Izumi؛ زادهٔ ۳۱ ژوئیهٔ ۱۹۸۲) بازیکن فوتبال اهل هند است.
از باشگاه‌هایی که در آن بازی کرده‌است می‌توان به باشگاه فوتبال بنگال شرقی اشاره کرد.
وی همچنین در تیم ملی فوتبال هند بازی کرده‌است.